# Bamberg
Bamberg (/ˈbæmbɜːrɡ/ hoặc US: /ˈbɑːmbɛərk/, tiếng Đức: [ˈbambɛɐ̯k] ⓘ) là một thị trấn nằm tại Oberfranken, bang Bayern, Đức. Đô thị này có diện tích 54,58 km², nằm bên bờ sông Regnitz, gần với hợp lưu sông Main dân số là 77.592 người vào năm 2018.
Bamberg là một trong các đô thị ở Đức ít bị phá huỷ trong Chiến tranh thế giới lần thứ hai. Năm 1993, thị trấn Bamberg được UNESCO công nhận là Di sản thế giới. Nó cũng nổi tiếng nhờ truyền thống bia với nhiều loại khác nhau.

## Lịch sử
Đây là khu định cư và di cư của người Gec-manh thuộc đế quốc La Mã, khu vực sau đó được đưa vào Giáo phận Bamberg là nơi sinh sống của người Slav. Thị trấn, được đề cập lần đầu tiên vào năm 902, phát triển xung quanh lâu đài Babenberch, nơi mà được dùng để đặt tên cho gia tộc Babenberg. Sau khi bị suy giảm, nó được chuyển giao cho nhà Sachsen. Khu vực này được Kitô giáo hóa chủ yếu bởi các tu sĩ của dòng Biển Đức Fulda, và vùng đất này thuộc thẩm quyền của giáo phận Würzburg
Năm 1007, hoàng đế La Mã thần thánh Heinrich II đã biến Bamberg trở thành tài sản của gia đình, là trụ sở của một giáo phận riêng biệt. Mục đích của Hoàng đế trong việc này là làm cho Giáo phậnWürzburg bớt khó khăn về mặt diện tích quản lý và giúp Cơ đốc giáo vững mạnh hơn ở Franken, phía đông Bamberg. Vào năm 1008, sau các cuộc đàm phán dài với các Giám mục của Wurzburg và Eichstätt, đã nhượng lại các phần giáo phận của họ, một ranh giới của giáo phận mới đã được xác định và Giáo hoàng Gioan XVIII đã xác nhận trong cùng năm. Heinrich II đã ra lệnh xây dựng một nhà thờ chính tòa mới, được thánh hiến ngày 6 tháng 5 năm 1012. Nhà thờ được làm giàu có hơn với những món quà từ Đức Giáo hoàng và hoàng đế Heinrich II đã dành nó để tôn vinh ông. Năm 1017, hoàng đế cũng đã cho thành lập tu viện Michaelsberg trên núi Thánh Michael gần Bamberg, một tu viện dòng Biển Đức để đào tạo các giáo sĩ. Hoàng đế cùng vợ là Cunigunde đã trao những tài sản lớn tạm thời cho giáo phận mới, và nó đã nhận được nhiều đặc quyền từ đó làm tăng sức mạnh của giáo phận. Giáo hoàng Biển Đức VIII đã đến thăm Bamberg vào năm 1020, để gặp Heinrich II thảo luận về Đế quốc La Mã Thần thánh. Khi còn ở đây, ngài đặt giáo phận phụ thuộc trực tiếp vào Tòa Thánh. Ông cũng thánh hiến một số nhà thờ của Bamberg. Trong một thời gian ngắn Bamberg là trung tâm của Đế quốc La Mã thần thánh. Hoàng đế và Thánh Cunigunde đều được chôn cất trong nhà thờ.

### Thành phố đại học 1647–1803 và từ 1979

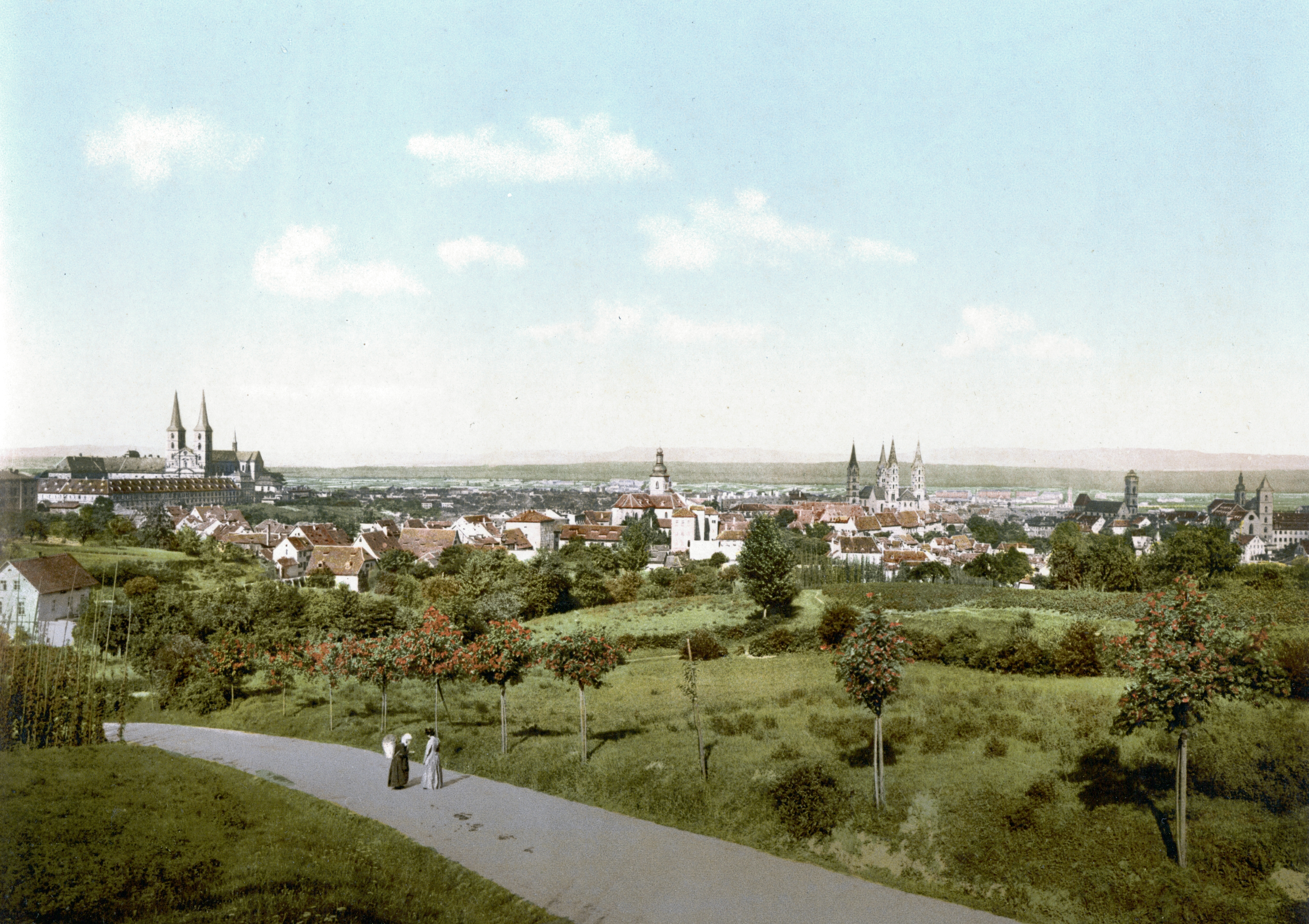
Bamberg khoảng năm 1900 nhìn từ Altenburg

Đại học mà được thành lập vào năm 1647 đã bị giải thể khi vùng dưới quyền của hồng y tại Bamberg bị tách ra khỏi giáo hội bởi quân chiếm đóng Bayern vào năm 1803 nhưng vẫn tiếp tục với tên gọi "cao đẳng triết và thần học". 1972 Cao đẳng Bamberg được thành lập trở lại với tên là Gesamthochschule và từ năm 1979 được nâng cấp lên thành đại học. Trường Otto-Friedrich-Universität Bamberg, được đặt tên theo người thành lập, có một phân khoa xã hội và nhân văn, cũng như một phân khoa khoa học máy tính kinh tế và thực dụng.

### Thời kỳ Đức Quốc xã

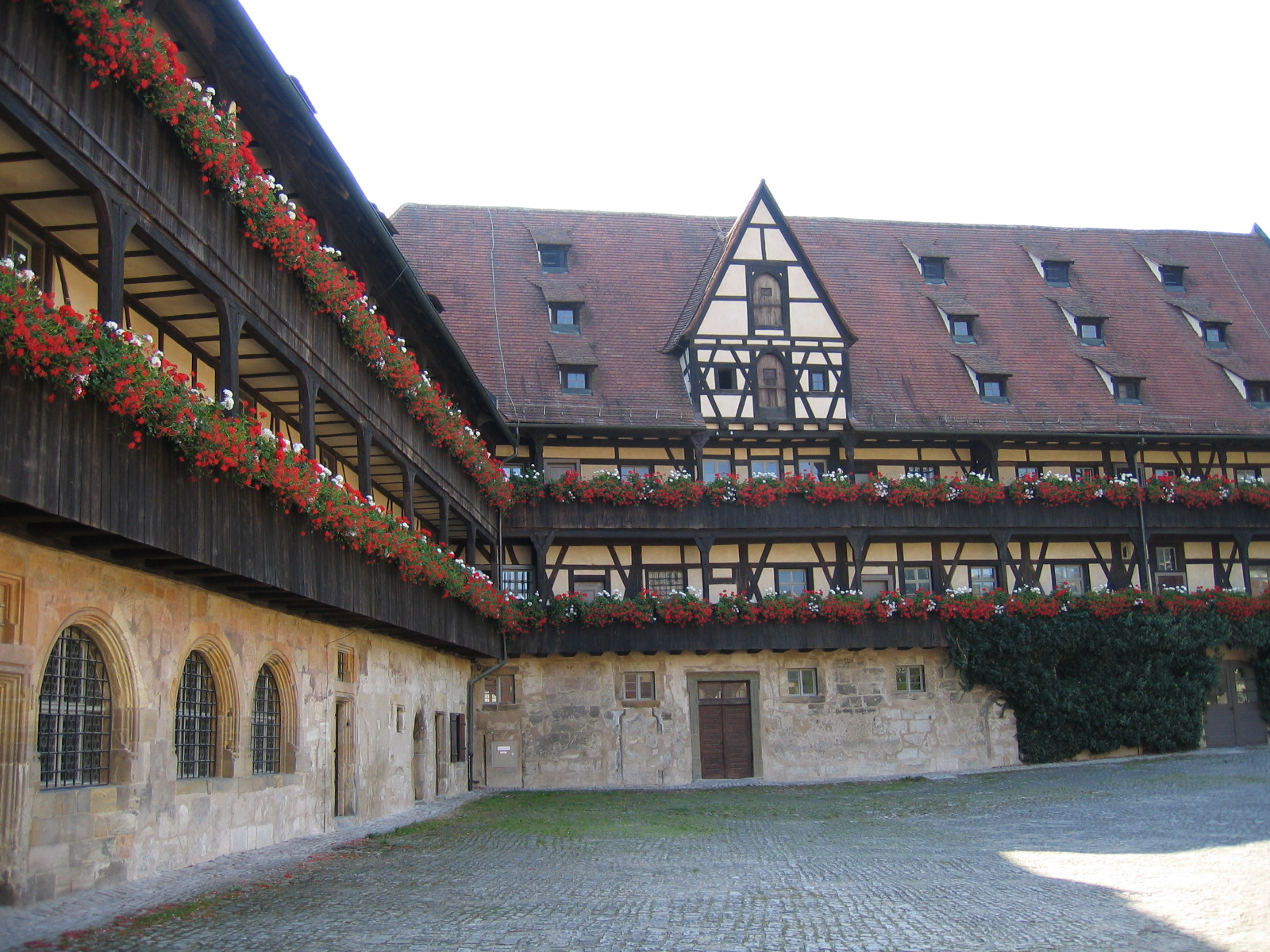
Alte Hofhaltung (Cung cũ).

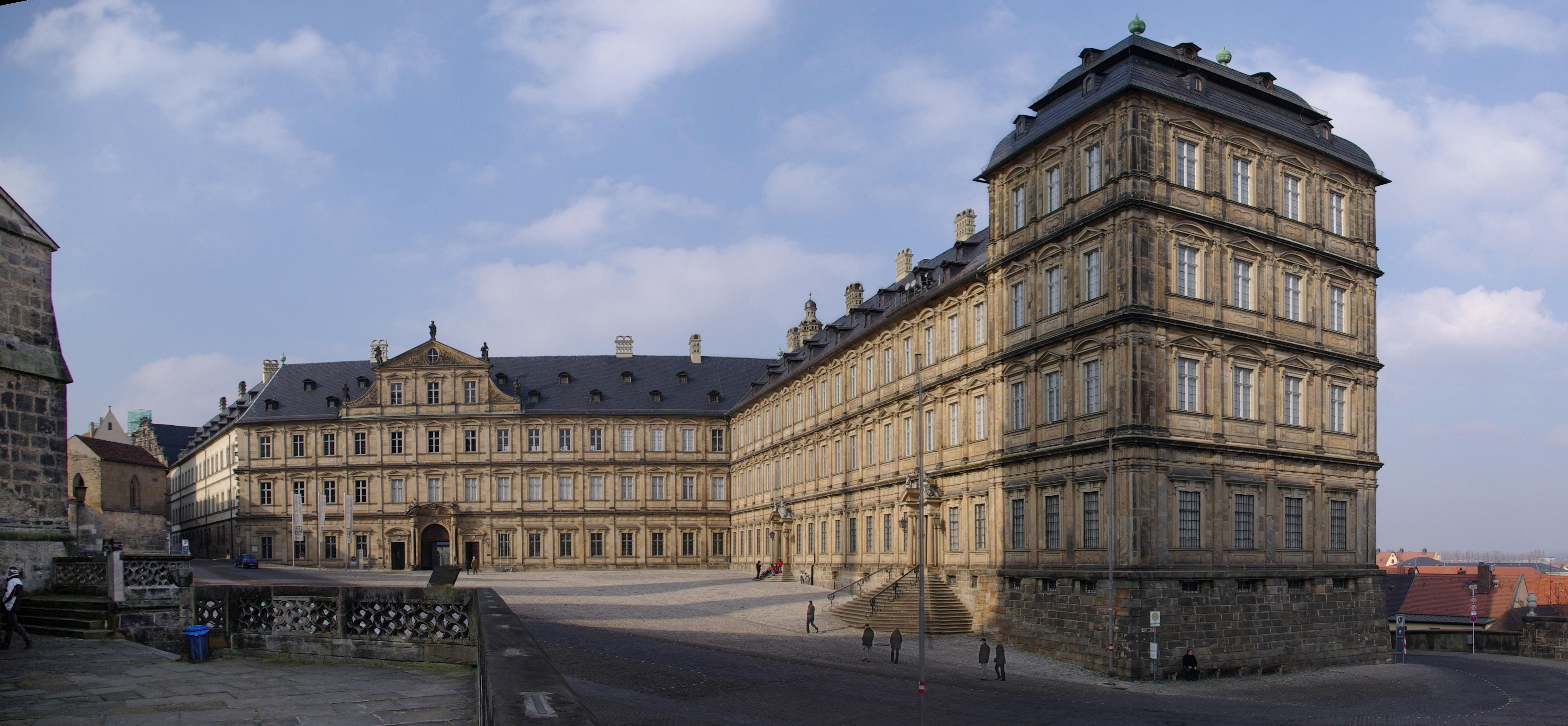
Neue Residenz từ năm 1602 nơi cư trú của các giám mục Bamberg. Ngày nay, khu phức hợp này chứa Thư viện Nhà nước và Phòng trưng bày Nhà nước Bamberg.

Hội đường Do Thái giáo ở đây, được xây từ năm 1908 tới 1910, bị phá hủy trong cuộc tấn công người Do thái tháng 11 năm 1938. Từ tháng 11 năm 1941 các người Do thái sống ở Bamberg bị đưa tới các trại tập trung. Nghĩa trang Do thái bị tịch thu và nhà mai táng Do thái (Taharahaus) cho hãng Bosch mướn, để dùng làm chỗ chứa hàng hóa . Nhờ vậy mà tòa nhà này không bị giật sập và nghĩa trang không bị làm ô uế. Cho tới tháng 5 năm 1945 chỉ còn lại 15 người mà có hôn thú với người khác đạo. Tổng cộng khoảng chừng 630 người Do thái, hoặc là đã sinh ra ở đây hay đã sống ở đây lâu năm trở thành nạn nhân của chính sách diệt chủng người Do thái.

### Sản xuất bia

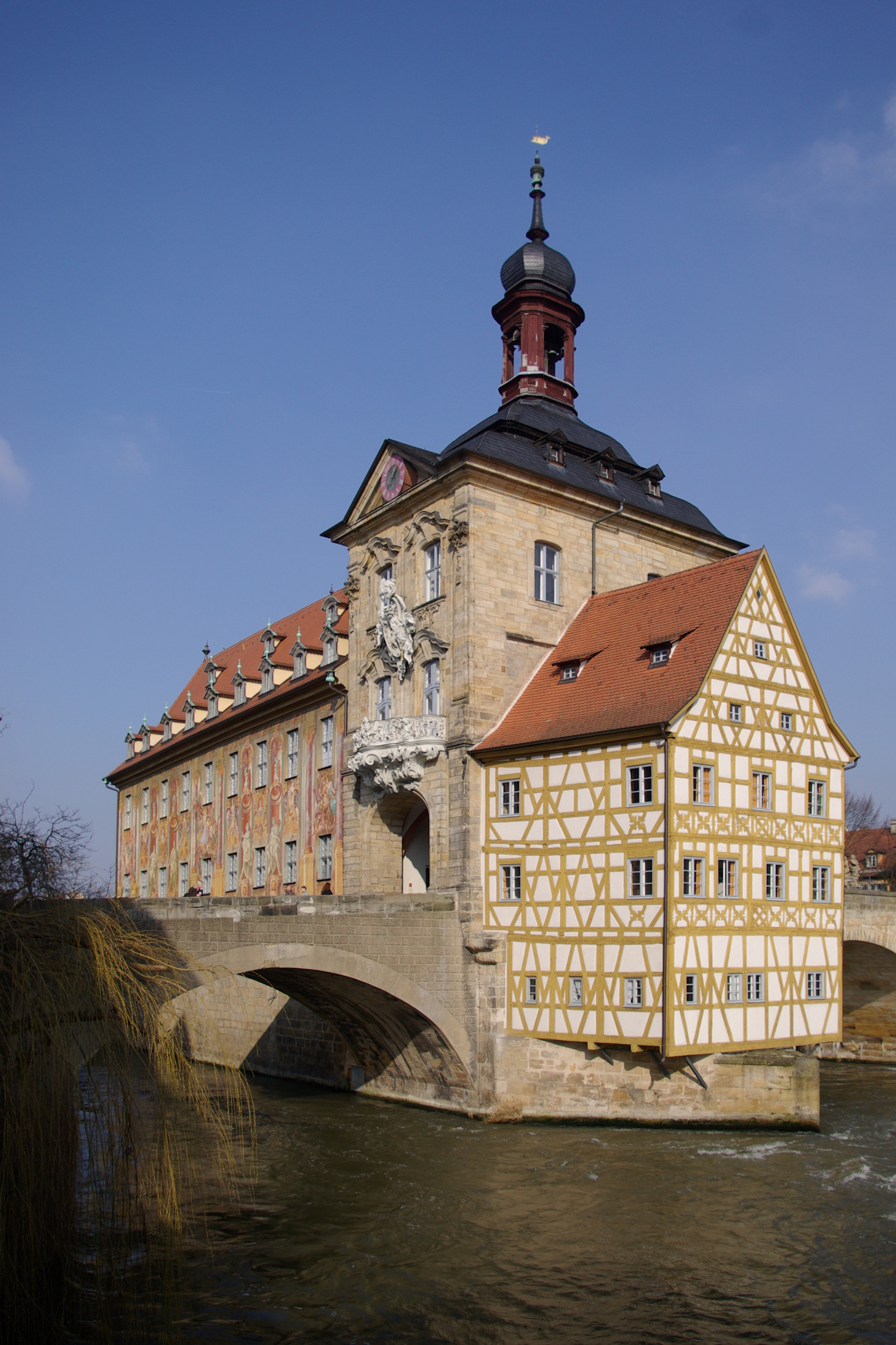
Altes Rathaus (Nhà đô chánh cũ) tại Bamberg.

Thành phố là một phần của vùng bia, tỉnh Franken nằm ranh giới giữa vùng bia và vùng rượu nho Franken. Đặc biệt là loại bia vị khói (Rauchbier).
Từ 68 hãng làm bia ngày xưa trong lịch sử 8 hãng với truyền thống cổ còn tồn tại ở Bamberg: Brauerei Mahr, Brauerei Fässla, Brauerei Schlenkerla, Brauerei Spezial, Klosterbräu Bamberg, Brauerei Greifenklau, Brauerei Keesmann và Brauerei Kaiserdom ở phố Gaustadt, trước đây là một xã độc lập. Một hãng bia có quán ăn, das Ambräusianum, die Röstmalzbierbrauerei và die Versuchsbrauerei của Mälzerei Weyermann thành lập năm 2004. Cho tới năm 2008 còn có Maisel-Bräu. Trong thành phố Bamberg như vậy có 11 hãng làm bia. Ngoài ra còn có một hãng bia nhỏ Brauerei Robesbierre.

Vào năm 1907 có một biến cố goi là chiến tranh bia tại Bamberg, theo đó người dân tẩy chay, đòi hỏi các hãng làm bia xuống lại giá mà họ đã tăng từ 10 lên 11 xu.

### Khí hậu
Nhiệt độ trung bình trong tháng lạnh nhất là -1,1 °C; vào mùa hè tháng 7 là +17,8 °C. Nhiệt độ trung bình cho cả năm là +8,5 °C.
- Nhiệt độ nóng nhất mà đã đo được: +35,5 °C
- Nhiệt độ đo được lạnh nhất: −27,5 °C

### Cung cấp nước
Thành phố trước đây được cung cấp nước qua các giếng. Ở đây đa số là những giếng từ đất đai tư nhân, vào khoảng 300 cái. Ngoài ra cũng có những giếng công cộng được cung cấp bởi nhà nước. Thêm đó còn có một hệ thống cung cấp nước từ xa, chủ yếu là các giếng từ những vùng lân cận, thường được sử dụng bởi các cơ sở của nhà thờ.
Hệ thống ống nước đã được bắt đầu thiết lập vào cuối thế kỷ thứ 19. Từ thập niên 1970, ngoài những giếng riêng, Bamberg còn lấy nước từ hệ thống cung cấp nước xa của 
Oberfranken (FWO). Hệ thống này lấy nước từ đầu năm 1975 từ đập Ködeltalsperre.

### Giao thông
Bamberg có một cảng sông tại kênh đào Rhein-Main-Donau (sông Regnitz), 2 đường xa lộ (A 70/E48 und A 73) và một nhà ga xe lửa. Ngoài ra thành phố cũng có bãi đáp cho máy bay. Vào ngày 1 tháng 1 năm 2010 thành phố tham dự vào liên đoàn giao thông vùng Nürnberg.

### Thể thao
Câu lạc bộ bóng rổ Brose Baskets đã trở thành nhà vô địch bóng rổ quốc gia tại Đức vào năm 2005, 2007, 2010, 2011, và 2012, cũng như đã đoạt cúp quốc gia năm 2010, 2011 và 2012.

## Thư viện hình ảnh

Bamberg
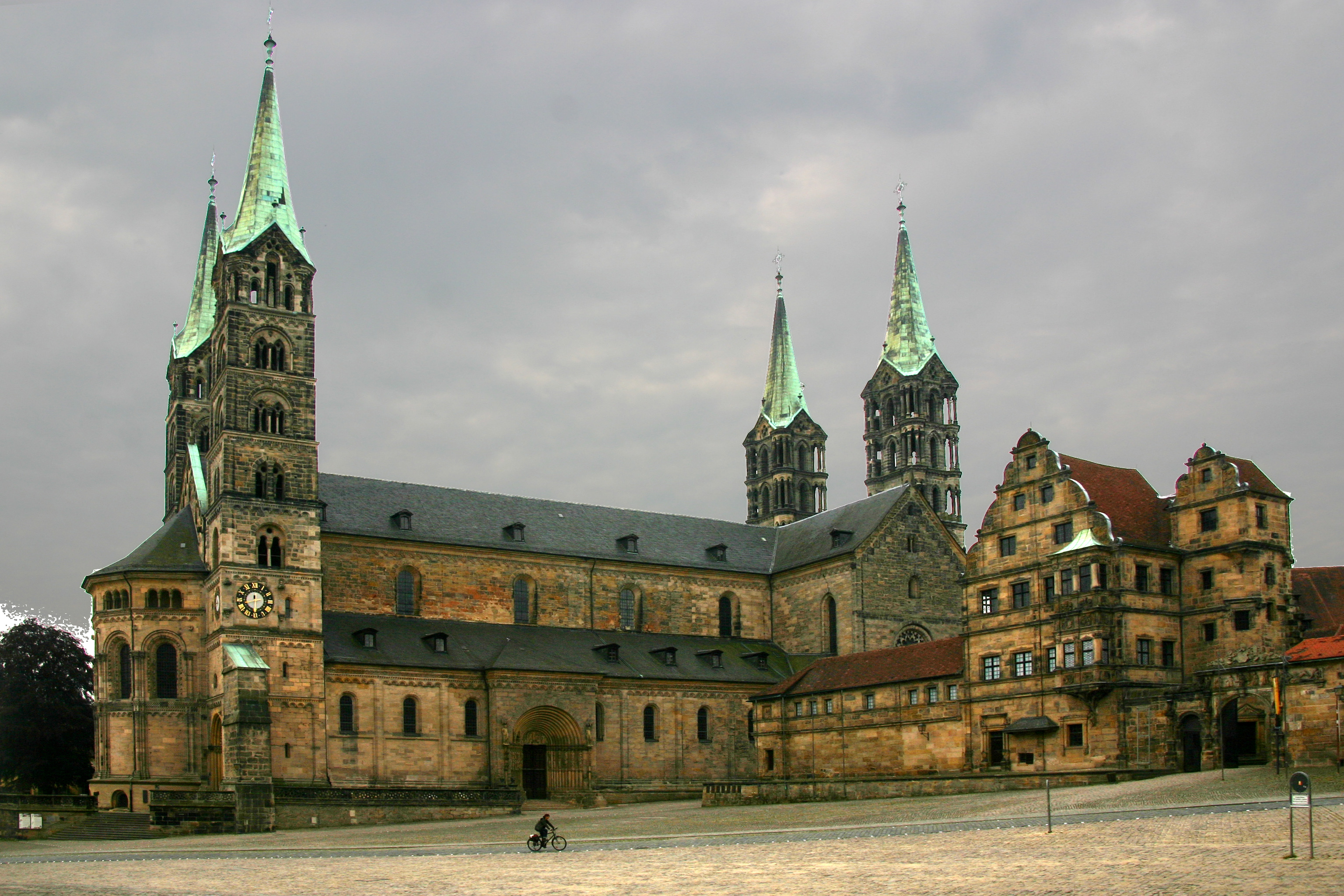
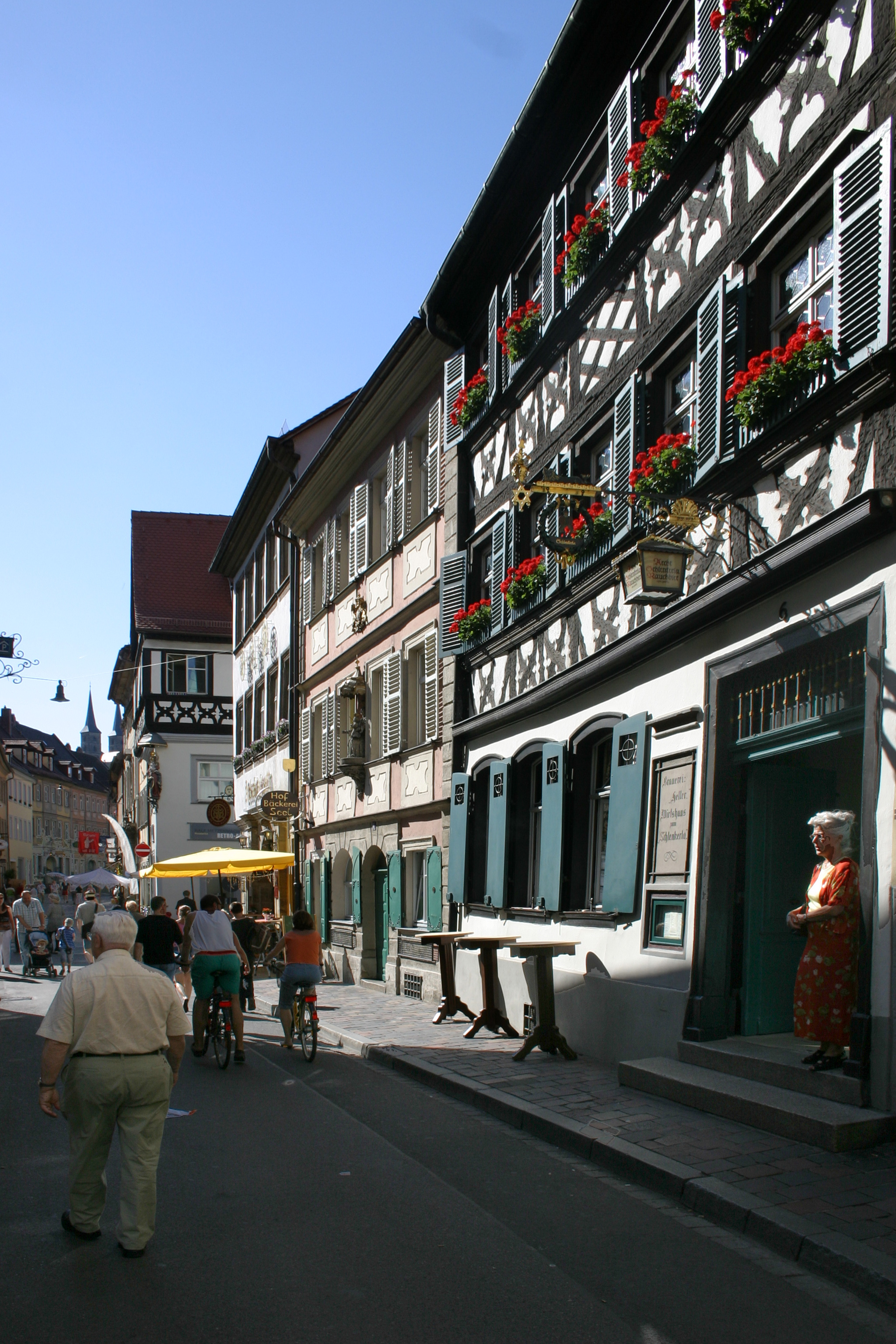
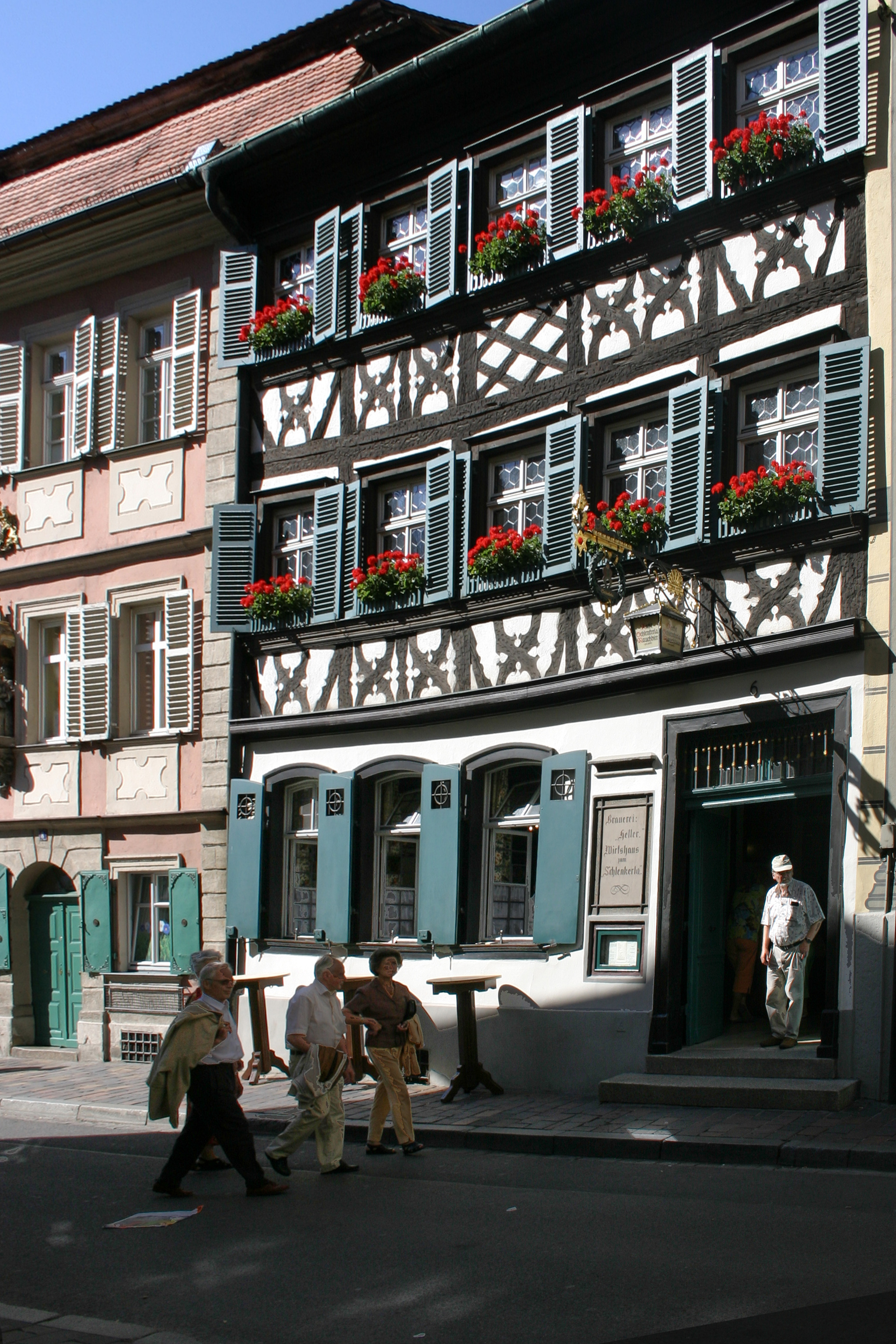
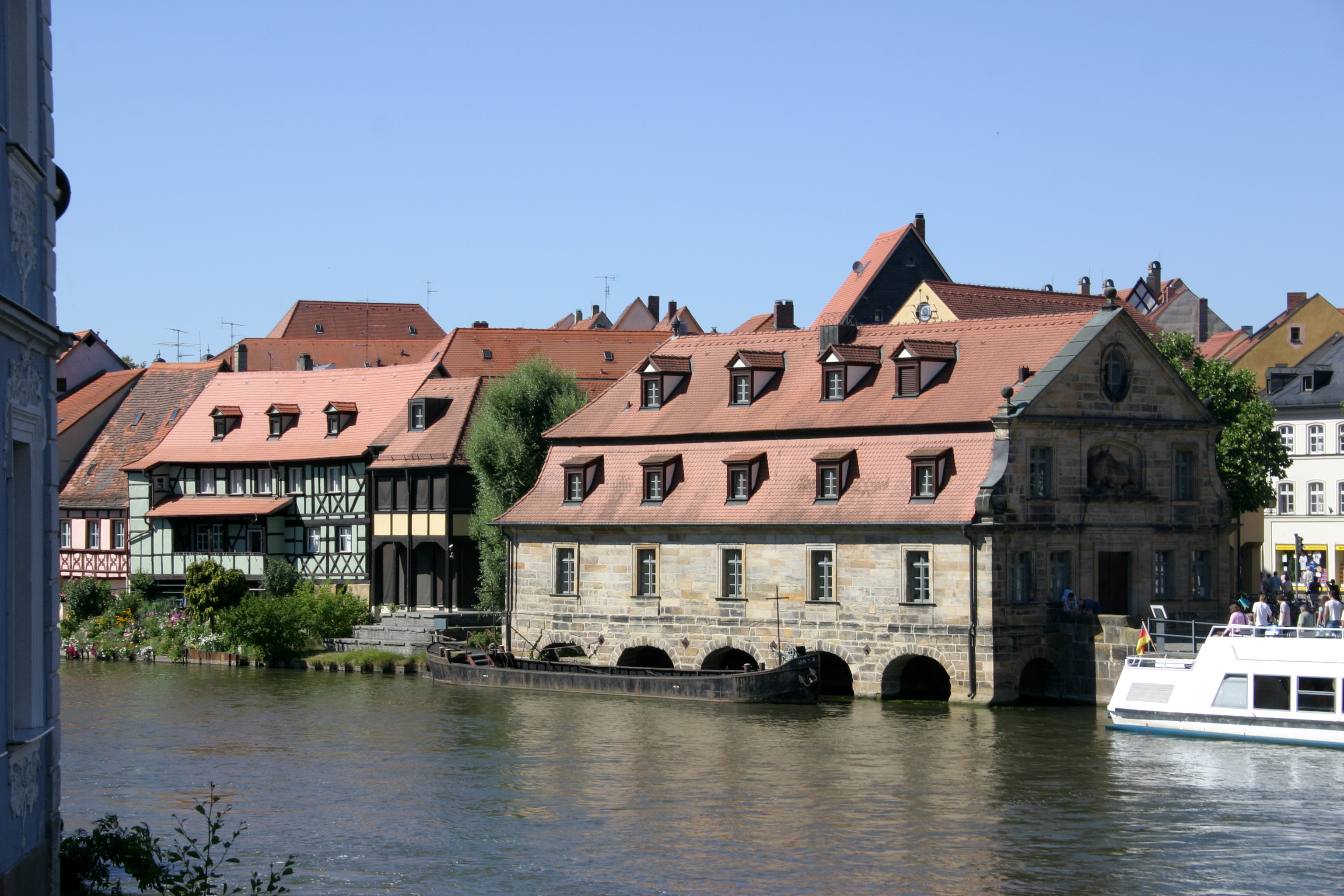
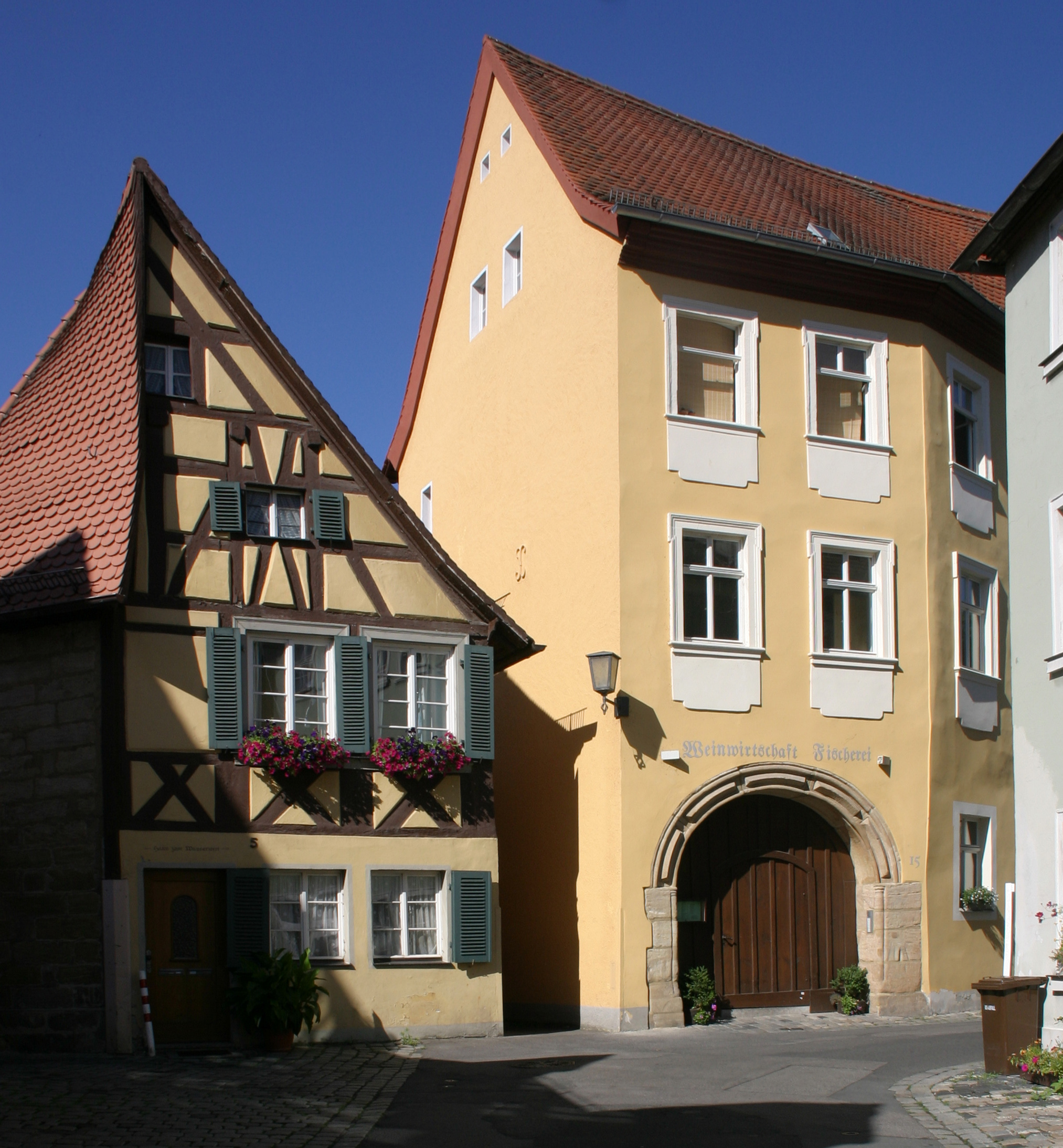
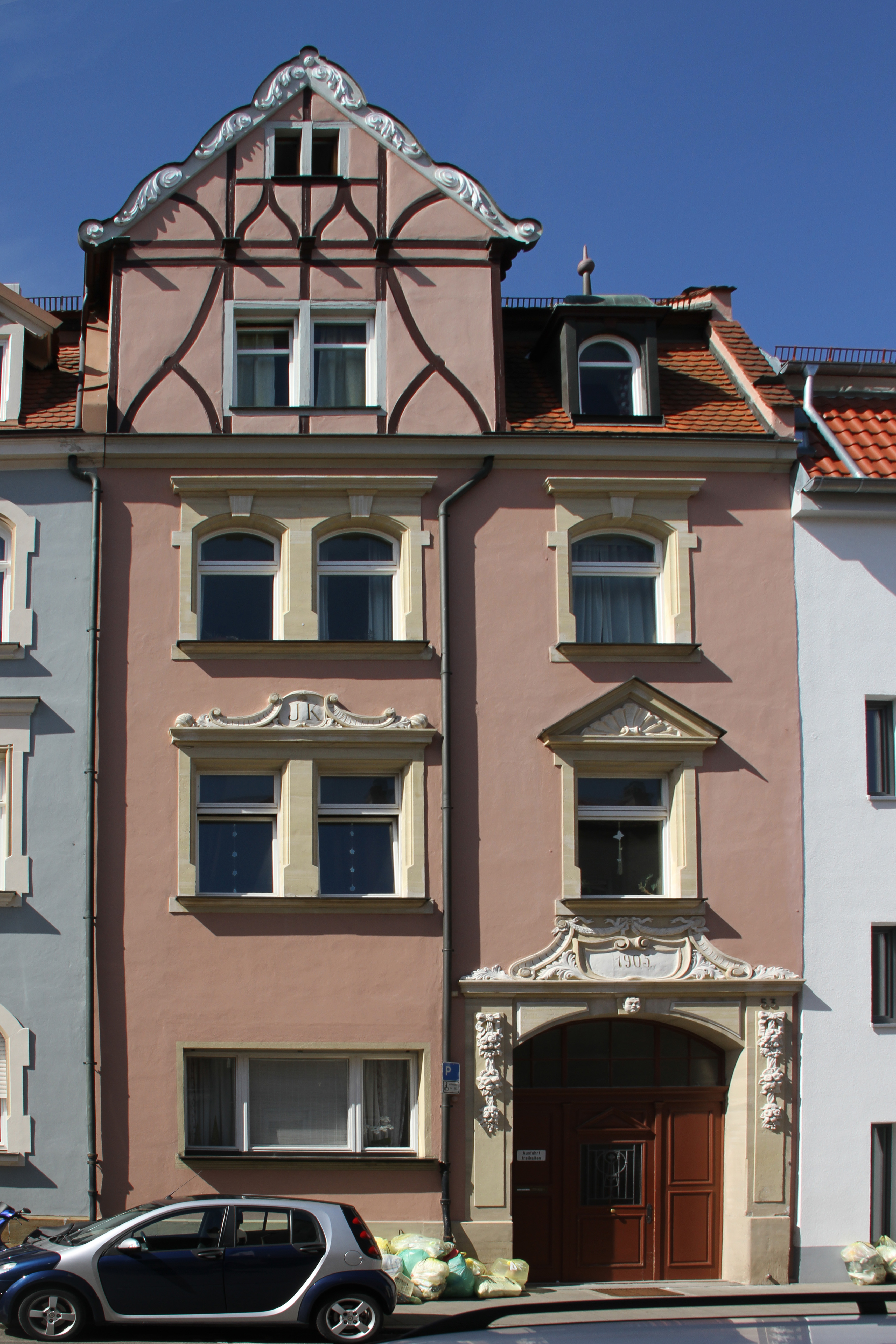
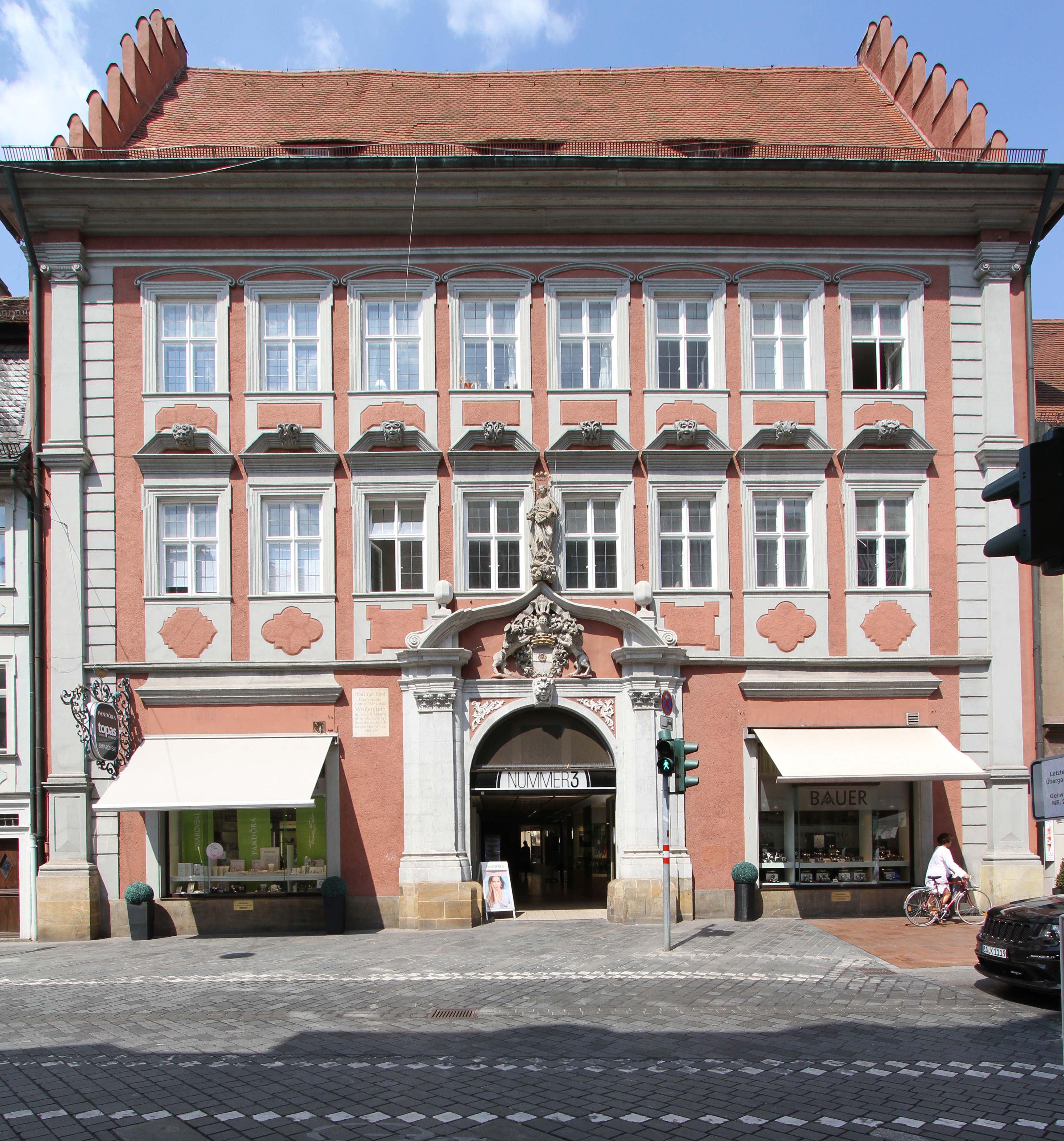
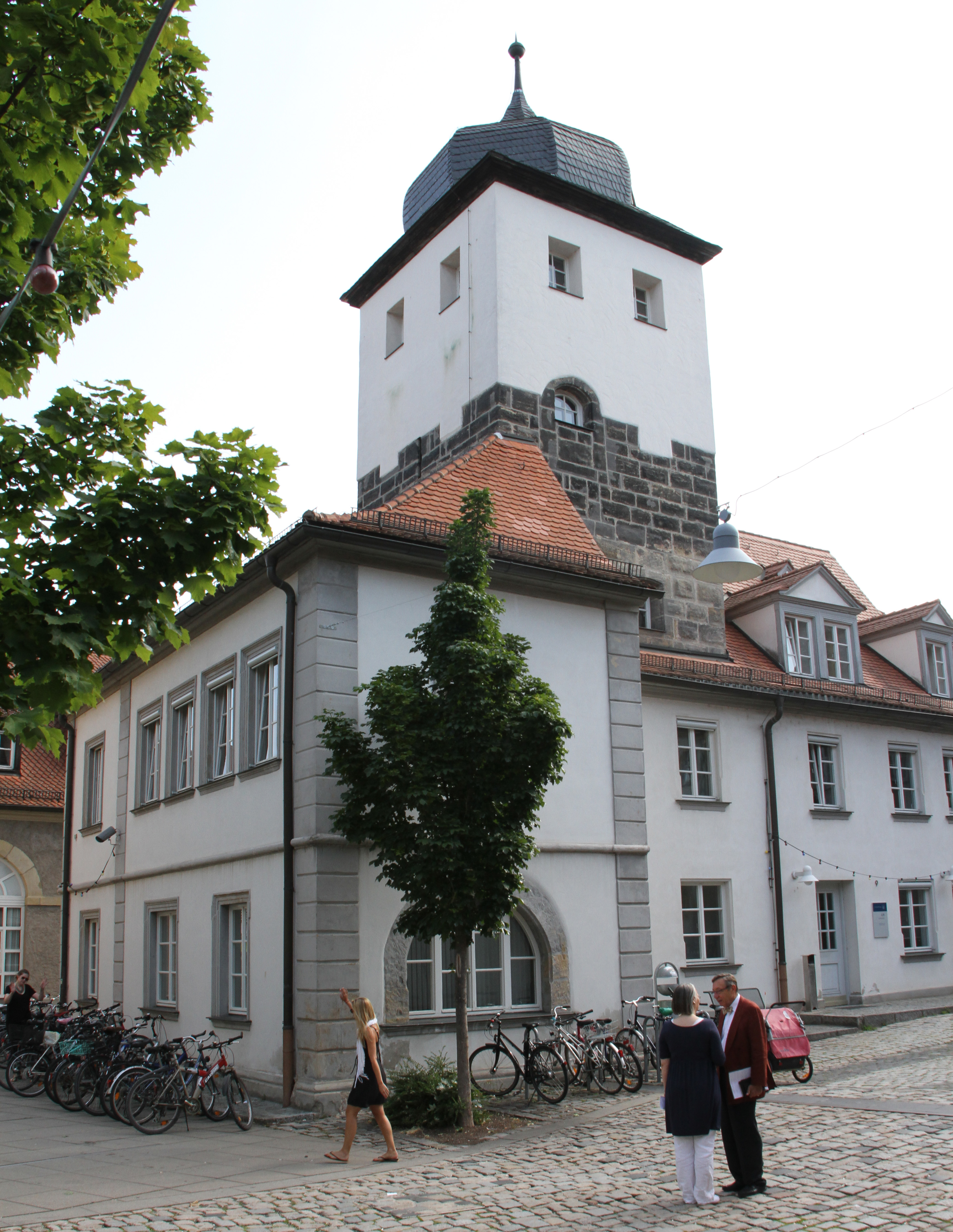
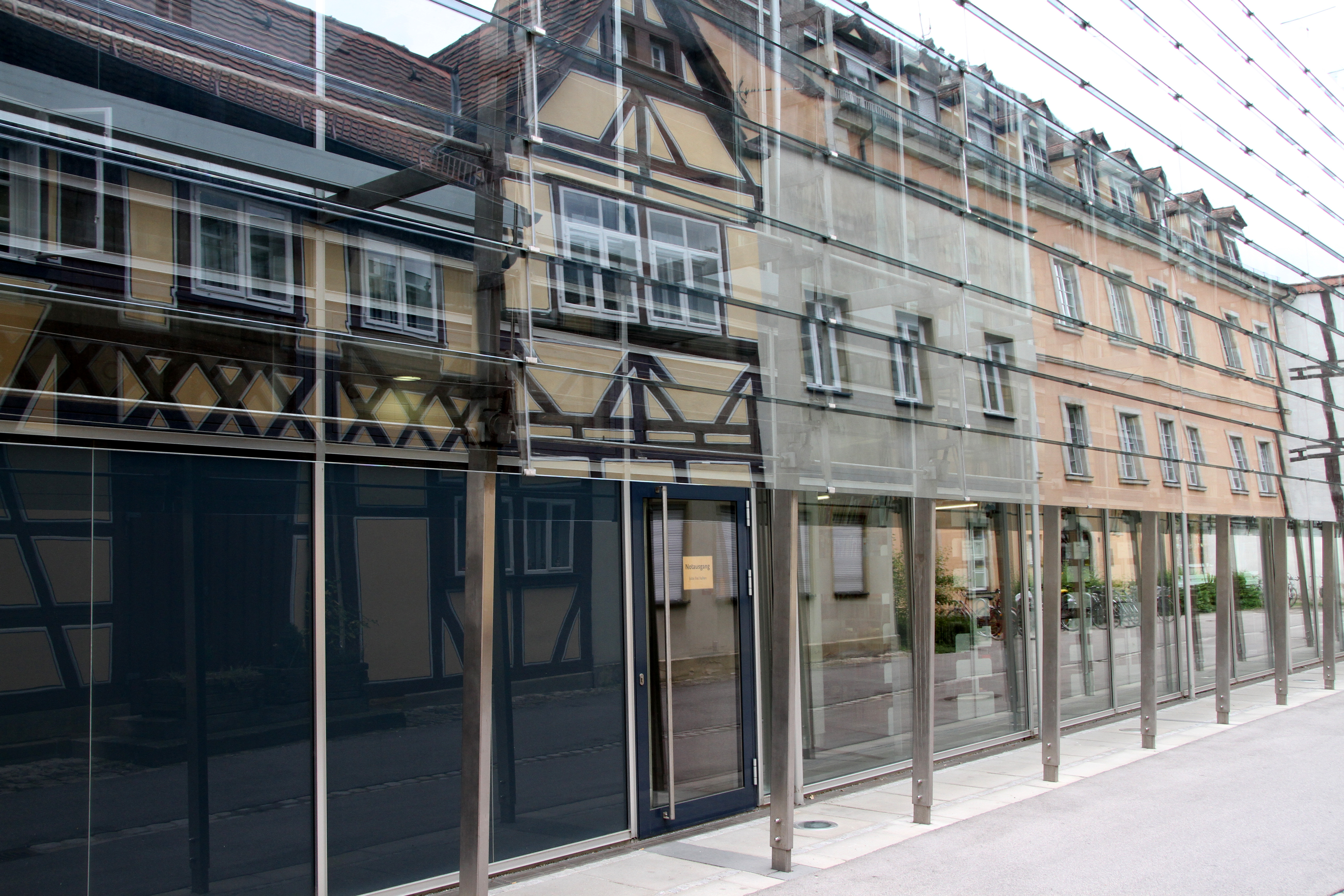
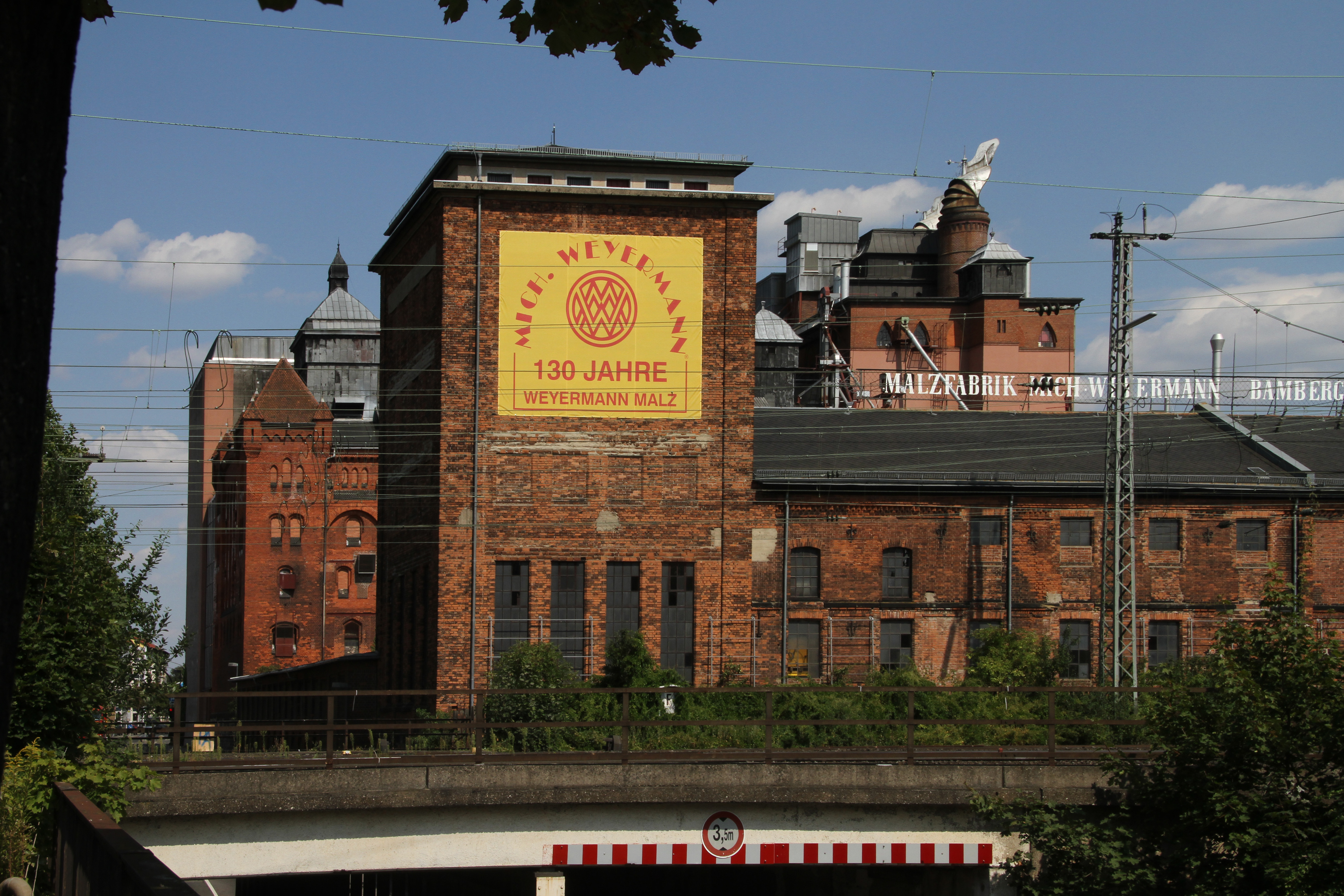